# معرض القدس للضوء

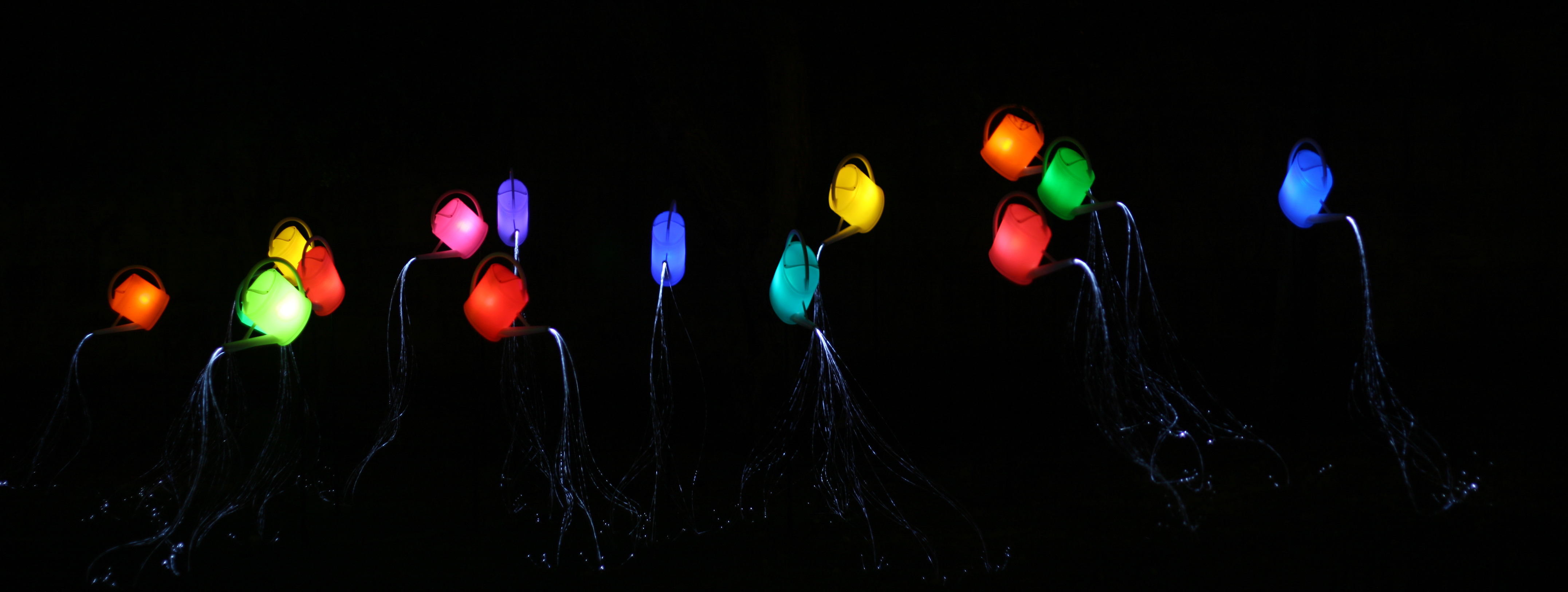
أنجيل جارديان صنع بواسطة مارو أفرابو وديميتري شيناكيس - مهرجان القدس للضوء 2013.

معرض القدس للضوء هو معرض سنوي للفنون يقام كل صيف منذ عام 2009 في القدس.

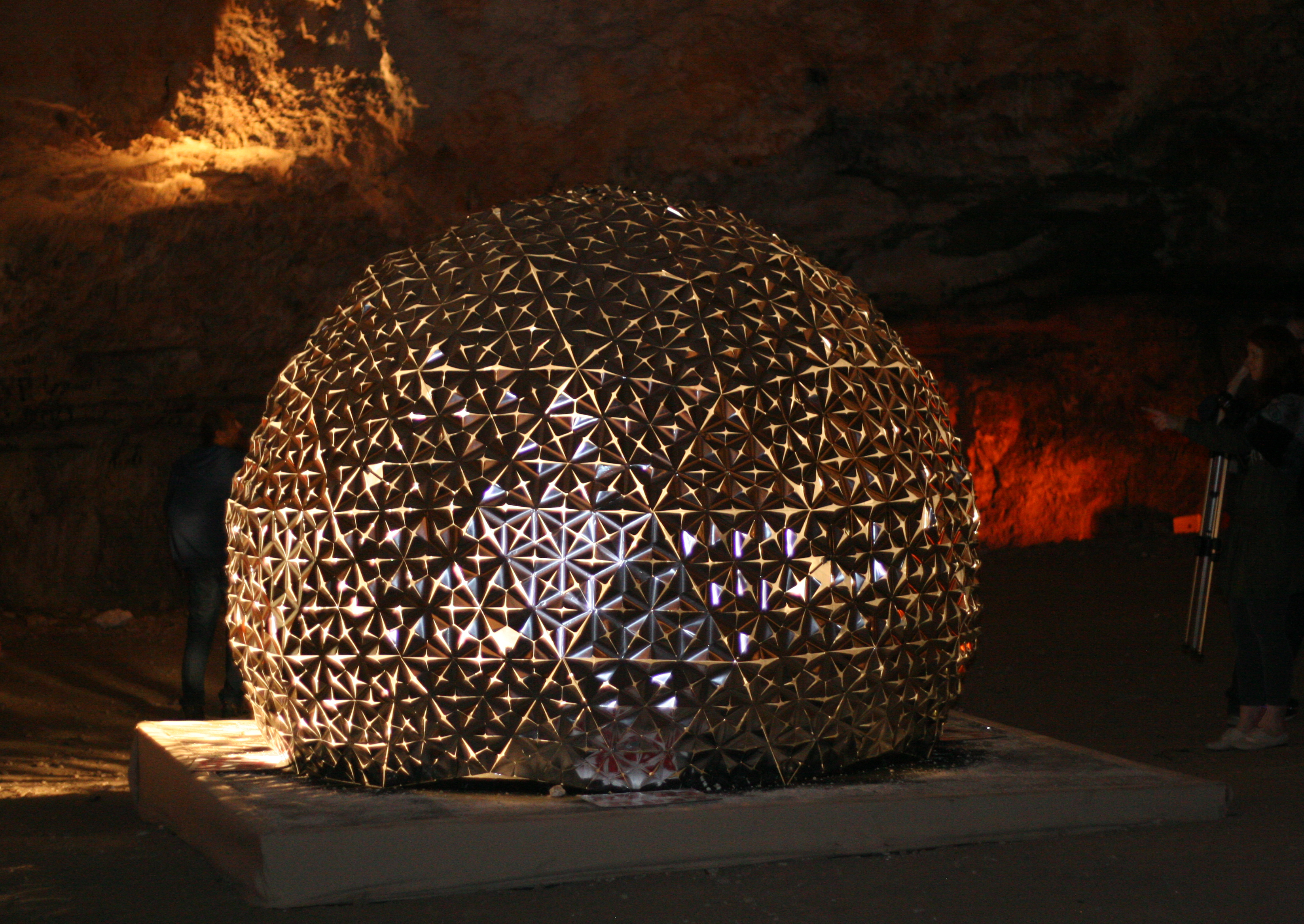
قبة لوتس مصنوعة بواسطة دان روزجارد، مهرجان القدس للضوء 2013.

## التاريخ

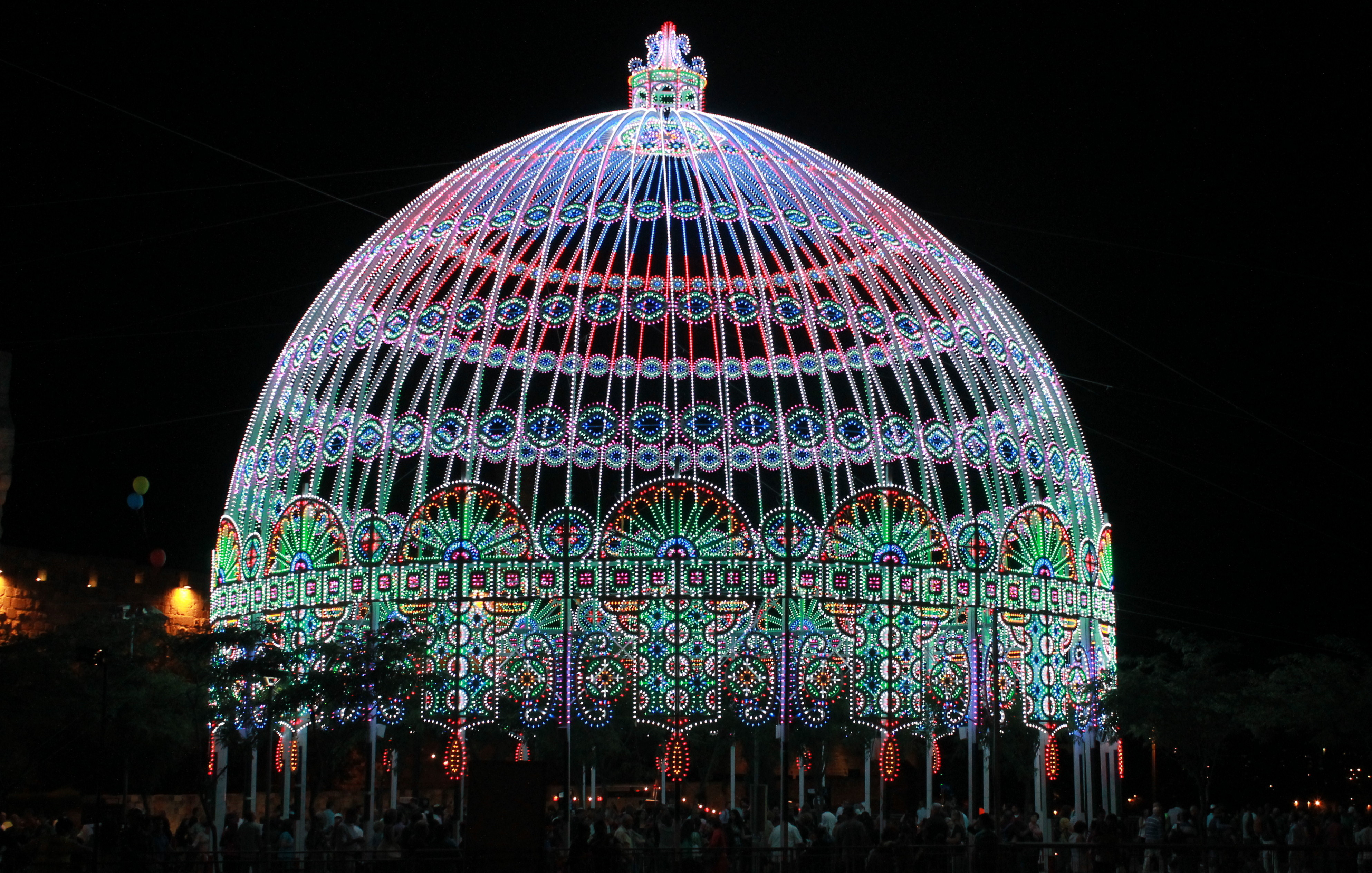

يعتبر معرض القدس وفقاً لمجلة هيلو بأنه معرض عالمي يعرض أعمال كبار الفنانين العالميين الذين جعلوا من الضوء مادة يظهرون فيها جوانبهم الإبداعية. حضر أكثر من 200,000 زائر المعرض المقام في عام 2011.
في عام 2012، أُطلق المعرض في حي مسلم في القدس لأول مرة، وكان يقع بالقرب من شارع ريهوف هاجاي، الشارع التجاري المؤدي إلى المدينة القديمة من بوابة دمشق.
يرعى المعرض الذي يستمر أسبوعًا كل من بلدية القدس، ومكتب رئيس الوزراء، وشركة أرييل، وهيئة تنمية القدس. يتحمل الرعاة التجاريون تكلفة تبلغ 7 مليون شيكل.

## روابط خارجية
- الموقع الرسمي